# 都市と農山漁村の共生・対流に関するプロジェクトチーム
都市と農山漁村の共生・対流に関するプロジェクトチーム（としとのうさんぎょそんのきょうせい・たいりゅうにかんするプロジェクトチーム）とは平成14年9月に設置された都市と農山漁村の共生・対流の推進するための副大臣会議。
省庁横断的な予算措置や規制改革の推進を提言することにより、前述の政策目的実現を図る政府内組織である。
内閣官房副長官と農林水産副大臣が主査を務める。

## 構成メンバー
- 内閣官房副長官（政府・衆）
- 総務副大臣
- 文部科学副大臣
- 厚生労働副大臣
- 農林水産副大臣
- 経済産業副大臣
- 国土交通副大臣
- 環境副大臣